# Horgues
Horgues é uma comuna francesa na região administrativa de Occitânia, no departamento dos Altos Pirenéus. Estende-se por uma área de 4,49 km². Em 2010 a comuna tinha 1 223 habitantes (densidade: 272,4 hab./km²).